# Arrondissement Mamers
Arrondissement Mamers (fr. Arrondissement de Mamers) je správní územní jednotka ležící v departementu Sarthe a regionu Pays de la Loire ve Francii. Člení se dále na 16 kantonů a 202 obce.

## Kantony
- Beaumont-sur-Sarthe
- Bonnétable
- Bouloire
- La Ferté-Bernard
- Conlie
- Fresnay-sur-Sarthe
- La Fresnaye-sur-Chédouet
- Mamers
- Marolles-les-Braults
- Montfort-le-Gesnois
- Montmirail
- Saint-Calais
- Saint-Paterne
- Sillé-le-Guillaume
- Tuffé
- Vibraye